# Arnold Drakenborch
Arnold Drakenborch (1er janvier 1684 à Utrecht – 16 janvier 1748 à Utrecht) est un professeur et commentateur hollandais.

## Biographie
Il remplaça Pieter Burmann dans sa chaire de rhétorique et d'histoire à l'université d'Utrecht, 1716. 
Il a donné :
- des éditions de Silius Italicus, Utrecht, 1717, in-4 ;
- de Tite-Live, Amsterdam, 1738 à 1746, 7 volumes in-4 ;
- des dissertations Dissertatio de praefectis urbi ;
- Dissertatio de officio praefectorum praetorio, etc.